# Octobre 2020
Octobre 2020 est le 10e mois de l'année 2020.

## Événements
- 1er octobre :
  - Alexander De Croo devient Premier ministre de Belgique, succédant à Sophie Wilmès ;
  - élections législatives aux Bermudes.
  - Israël annonce que des négociations avec le Liban devraient se tenir dès le mois de novembre 2020 afin de délimiter les zones maritimes exclusives et les frontières disputées entre les deux pays[1].
- 1er au 3 octobre : la tempête Alex frappe l'Europe de l'Ouest en faisant plusieurs morts et d'importants dégâts, notamment dans les Alpes-Maritimes (France) et en Ligurie (Italie).
- 2 octobre : selon des responsables arméniens, les forces azerbaïdjanaises bombardent la capitale de l'Artsakh, Stepanakert, blessant dix civils et détruisant partiellement plusieurs bâtiments, dont le siège du service de sauvetage d'Artsakh.
- 2 et 3 octobre : élections sénatoriales en République tchèque.
- 3 octobre : 
  - le parquet fédéral belge et le parquet rwandais ont déclaré que trois personnes étaient soupçonnées d'avoir participé au génocide des Tutsis au Rwanda en 1994. Deux ont été arrêtés le 29 septembre 2020 à Bruxelles et un le 30 septembre 2020 dans la province du Hainaut, dans deux affaires différentes, et tous les trois accusés de « violations graves du droit humanitaire »[2].
  - Un accord de paix historique entre le Soudan et les groupes rebelles met fin à 17 années de guerre[3].
- 4 octobre :
  - élections législatives au Kirghizistan, dont des irrégularités et des achats de vote de la part des partis alliés du président vont provoquer une crise post-électorale ;
  - deuxième référendum d’accession à la pleine souveraineté en Nouvelle-Calédonie, le vote loyaliste a recueilli 53,26 % des voix et le vote indépendantiste 46,74 %[4].
- 5 octobre : le prix Nobel de physiologie ou médecine est attribué à Harvey J. Alter, Michael Houghton et Charles M. Rice pour leur découverte du virus de l'hépatite C[5].
- 6 octobre : le prix Nobel de physique est attribué à trois chercheurs spécialistes des trous noirs : le Britannique Roger Penrose, l’Allemand Reinhard Genzel et l’Américaine Andrea Ghez sont récompensés pour leurs travaux sur ces objets très compacts dont ni matière ni lumière ne peuvent s’échapper.
- 7 octobre : 
  - Le prix Nobel de chimie est attribué à deux généticiennes, la Française Emmanuelle Charpentier et l'Américaine Jennifer Doudna.
  - Après plusieurs agressions, tentatives de meurtres et l'assassinat du rappeur de gauche Pávlos Fýssas dans les années 2010, le parti néonazi Aube dorée est reclassé comme organisation criminelle par la justice grecque, et 45 de ses membres (dont l'assassin de Fyssas) et députés, dont son fondateur et dirigeant Nikólaos Michaloliákos sont condamnés pour appartenance à une organisation criminelle[6].
- 8 octobre :
  - le prix Nobel de littérature est attribué à la poétesse américaine Louise Glück ;
  - Au Mali, après avoir été détenue pendant près de quatre ans, Sophie Pétronin est libérée[7],[8],[9]. Plus d’une centaine de djihadistes condamnés ou présumés ont été libérés au Mali au cours de la semaine précédente dans le cadre de négociations pour la libération de Soumaïla Cissé, personnalité politique de l'opposition malienne[10], et de Sophie Pétronin[11].
- 9 octobre : le prix Nobel de la paix est décerné au Programme alimentaire mondial, programme des Nations unies contre la faim dans le monde[12].
- 10 octobre :
  - en Haut-Karabakh, l'Azerbaïdjan et l'Arménie s'accordent sur un cessez-le-feu.
  - La Corée du Nord organise un rare défilé militaire nocturne avec des missiles pour marquer le 75e anniversaire du Parti des travailleurs. C’était la première parade militaire du pays depuis 2018. Un nouveau projectile intercontinental a été dévoilé à l’occasion du défilé militaire organisé à Pyongyang[13].
- 11 octobre :
  - élection présidentielle au Tadjikistan ;
  - élection présidentielle nord-chypriote (1er tour) ;
  - élections régionales dans le land de Vienne en Autriche.
- 11 et 25 octobre : élections législatives en Lituanie.
- 12 octobre : 
  - remise du Prix de la Banque de Suède en sciences économiques en mémoire d'Alfred Nobel, aux économistes américains Paul Milgrom et Robert B. Wilson pour avoir « amélioré la théorie des enchères et inventé de nouveaux formats d'enchères »[14].
- 13 octobre : attaque de Sokoura au Mali.
- 14 octobre : Emmanuel Macron annonce de nouvelles mesures contraignantes, pour tenter d'endiguer la pandémie et éviter un reconfinement général aux conséquences catastrophiques ; un couvre-feu de 21h à 6h entre en vigueur le 17 octobre en Île-de-France et huit métropoles de France.
- 15 octobre : après une dizaine de jours de manifestations violentes, le président du Kirghizistan Sooronbay Jeenbekov annonce sa démission.
- 16 octobre : 
  - l'ancien Secrétaire à la Défense nationale du Mexique, le général Salvador Cienfuegos Zepeda, est arrêté par la DEA à l'Aéroport international de Los Angeles (États-Unis) au cours de l'Opération Padrino, accusé de liens avec le narcotrafic et de blanchissement d'argent ; il s'agit de la première fois qu'un ancien Secrétaire à la Défense Nationale du Mexique est arrêté, et également le militaire mexicain le plus gradé jamais arrêté sur le territoire des États-Unis[15],[16] ;
  - en France, un professeur de collège est assassiné à l'arme blanche dans une attaque terroriste islamiste à Conflans-Saint-Honorine (Yvelines).
- 17 octobre :
  - élections législatives et référendums en Nouvelle-Zélande ;
  - élections législatives dans le Territoire de la capitale australienne.
- 18 octobre :
  - élection présidentielle en Guinée, la commission électorale annonce que le président sortant, Alpha Condé a gagné l'élection avec 59,49 % des voix, remportant ainsi un troisième mandat. Son principal opposant, Cellou Dalein Diallo a obtenu 33,5 % des suffrages, selon la commission électorale[17] ;
  - élections générales en Bolivie, Les sondages de sortie des urnes donnent Luis Arce élu dès le premier tour, une victoire reconnue le soir même par la présidente intérimaire ;
  - Élection présidentielle nord-chypriote de 2020 (2e tour), le Premier ministre Ersin Tatar est élu face au président sortant Mustafa Akıncı.
- 21 octobre :
  - l'ONU annonce que Félicien Kabuga, soupçonné d'avoir été le principal financier du génocide des Tutsis au Rwanda, va être transféré dans une cellule de détention à La Haye dans l'attente d'un examen médical et de son procès devant le Mécanisme pour les Tribunaux pénaux internationaux (MTPI), géré par les Nations unies.
  - Au Nigeria, des responsables nigérians ouvrent le feu sur des manifestants à Lekki (en), dans l'État de Lagos, tuant plusieurs personnes, Amnesty International évalue le nombre de morts à « au moins 12 »[18].
  - les autorités vietnamiennes annoncent qu'au moins 111 personnes sont mortes, 20 ont disparu et environ 200 000 ont dû être évacuées lors des inondations et glissements de terrain qui touchent le pays depuis les deux semaines précédentes[19].
- 22 octobre : le Prix Sakharov 2020 est remis à l'opposition démocratiques biélorusse[20].
- 22 au 24 octobre : élection présidentielle et élections législatives aux Seychelles, L'élection est remportée dès le premier tour par le candidat de l'opposition, Wavel Ramkalawan, conduisant à la première alternance au poste de président depuis l'indépendance des seychelles[21].
- 23 octobre :
  - les parties en conflit en Libye signent un cessez-le-feu national et permanent, après cinq jours de discussions à Genève sous l'égide de l'ONU[22] ;
  - le président américain Donald Trump annonce que Israël et le Soudan ont accepté de normaliser leurs relations diplomatiques[23].
- 24 octobre : au Cameroun, les Nations unies déclarent «Au moins huit enfants ont été tués par des coups de feu et des attaques à la machette. Douze autres ont été blessés et emmenés dans des hôpitaux locaux», a précisé, dans un communiqué, le bureau de la coordination des affaires humanitaires des Nations unies (OCHA) au Cameroun. Un responsable local avait annoncé auparavant que quatre enfants avaient été tués et plusieurs autres grièvement blessés lors de cette attaque[24].
- 24 et 25 octobre : élections législatives en Égypte (1re phase).
- 25 octobre : 
  - référendum constitutionnel au Chili, Le scrutin, qui se tient six mois après la date initialement prévue en raison de la pandémie de Covid-19, 78 % des électeurs approuvent le processus de rédaction d'une nouvelle Constitution, remplaçant celle établie pendant la dictature de Pinochet. Une assemblée constituante sera élue le 11 avril 2021 après que 79 % des électeurs au référendum ont choisi cette option pour rédiger la nouvelle Constitution.
  - Le traité international interdisant les armes nucléaires a été ratifié par le Honduras le 50e pays, il rentrera en vigueur dans un délai de 90 jours après ratification par ce dernier[25].
- 26 octobre :
  - élections générales en Saskatchewan au Canada.
  - la nomination d'Amy Coney Barrett à la Cour suprême des États-Unis est confirmée par le Sénat.
- 27 octobre : 
  - au moins 8 personnes sont tuées et 136 autres blessées dans un attentat à la bombe visant la madrassa Jamia Zubairia dans le quartier de Dir Colony à Peshawar au Pakistan[26].
  - La Turquie menace de prendre «des mesures juridiques et diplomatiques» en réponse à la caricature du magazine français Charlie Hebdo se moquant du président turc Recep Tayyip Erdoğan. Le vice-président turc Fuat Oktay condamne la publication. La France répond en disant que le pays ne céderait pas aux « tentatives de déstabilisation et d'intimidation »[27].
- 28 octobre :
  - élection présidentielle et élections législatives en Tanzanie ;
  - le président de la République française, Emmanuel Macron, annonce au cours d'une allocution l'entrée en vigueur d'un nouveau confinement à partir du 30 octobre.
- 29 octobre : en France, attentat de la basilique Notre-Dame de Nice et attaque contre un automobiliste maghrébin à Avignon. En Arabie saoudite, attaque contre le consulat général de France à Djeddah.
- 30 octobre : un séisme de magnitude 7 frappe la Grèce et la Turquie, faisant au moins 116 morts.
- 31 octobre :
  - élection présidentielle en Côte d'Ivoire ;
  - élections législatives en Géorgie ;
  - élections législatives au Queensland (Australie) ;
  - élections législatives en Adjarie.